# 斑點半鱨
斑點半鱨，為輻鰭魚綱鯰形目鱨科的其中一種，為亞熱帶淡水魚類，分布於亞洲越南及中國雲南省紅河流域，體長可達57公分，棲息在溪流底層水域，生活習性不明，可做為食用魚。

## 扩展阅读
維基物種上的相關：斑點半鱨